# Partit Democràtic Kurd-Líban
El Partit Democràtic Kurd del Líban —en kurd Parti a Demoqrat a Kurdi e Lubnan; en àrab الحزب الديمقراطي الكردي في لبنان, al-Ḥizb ad-Dīmuqrāṭī al-Kurdī fī-Lubnān— és un partit polític del Líban que defensa els interessos de la comunitat kurda al país, d'uns pocs milers de persones.
Fou fundat l'1 de juliol de 1960 clandestinament sota inspiració del Partit Democràtic del Kurdistan de l'Iraq per Jamil Mihhu. Va ser legalitzat el 24 de setembre de 1970. El 1977, Meho fou detingut pels sirians durant l'ocupació siriana del Líban. Va aturar les activitats després de la mort de Mihhu el 1982. Va perdre l'estatut legal el 1991, a petició del govern de Siria.